# Tuohisaari (ö i Södra Savolax, Nyslott)
Tuohisaari är en ö i Finland. Den ligger i sjön Pihlajavesi och i kommunen Nyslott i  landskapet Södra Savolax, i den sydöstra delen av landet, 260 km nordost om huvudstaden Helsingfors. Öns area är 12,23 kvadratkilometer och dess största längd är 6,8 kilometer i nord-sydlig riktning.